# Helge Ingstad
Helge Ingstad, född 30 december 1899 i Meråker, död 29 mars 2001, var en norsk jurist, resenär och författare som i början av 1960-talet inledde utgrävningarna vid L'Anse aux Meadows på Newfoundland i nuvarande Newfoundland och Labrador, Kanada, tillsammans med sin fru arkeologen Anne Stine Ingstad. Här fann man resterna av en skandinavisk boplats. Paret Ingstad har visat att vikingarna med all sannolikhet varit de tidigast kända européerna i Nordamerika. Ingstad berättar populärvetenskapligt om upptäckterna på Newfoundland i boken "Västervägen till Vinland", på svenska 1965. Tidigare resor som resulterat i kända böcker gjorde han bland chipewyanindianerna i Kanada, (Pälsjägarliv bland norra Kanadas indianer), bland Kanadas inlandseskimåer (Nunamiut) och bland USA och Mexikos apacher (Apacheindianerna).

## Utmärkelser
Den norska fregatten KNM Helge Ingstad har fått sitt namn efter honom.
Asteroiden 8993 Ingstad är uppkallad efter honom.